# Enigma-M4

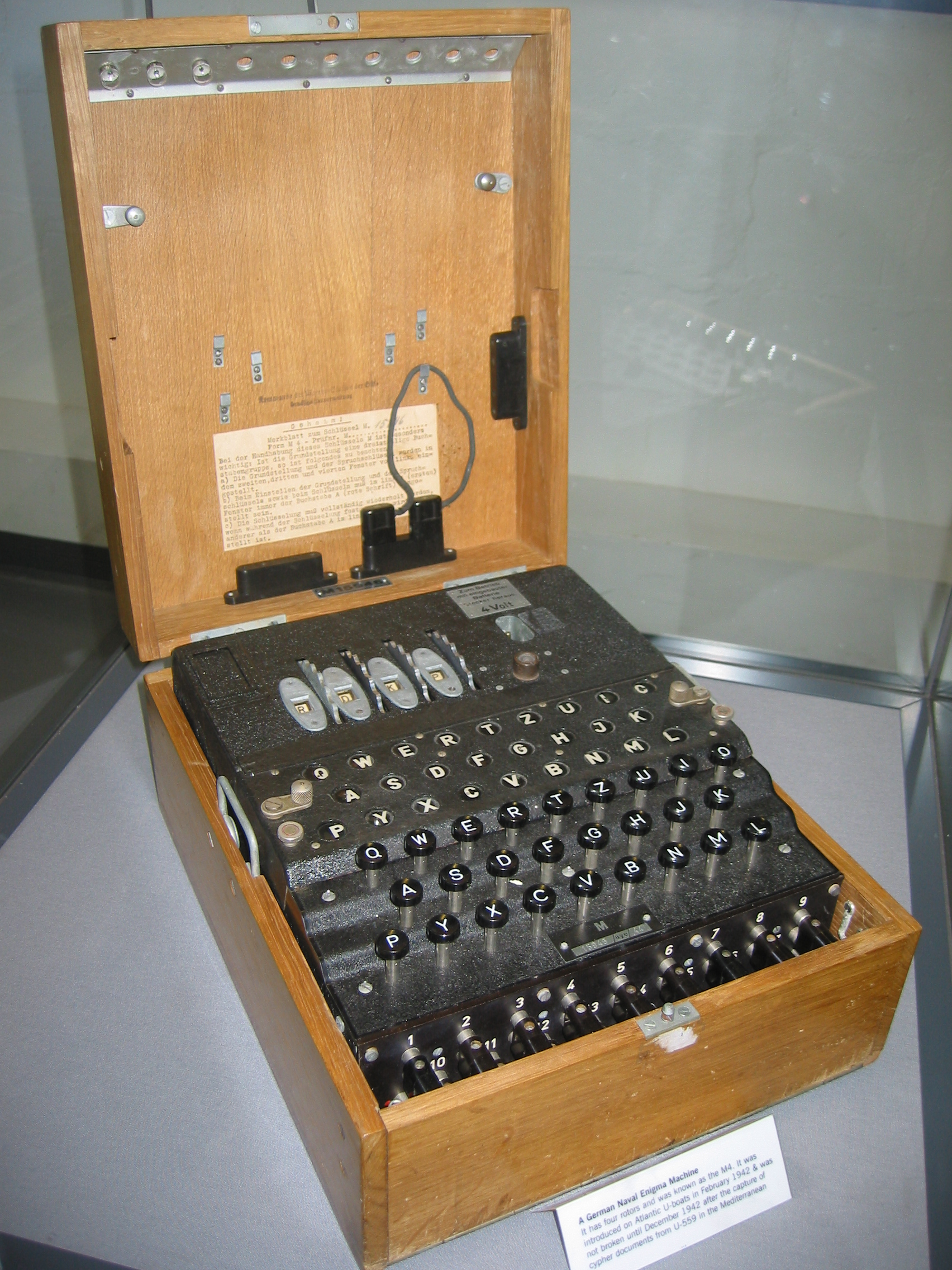
Die Schlüsselmaschine Enigma-M4

Die Enigma-M4 (auch Schlüssel M genannt, genauer Schlüssel M Form M4) ist eine Rotor-Schlüsselmaschine, die im Zweiten Weltkrieg ab Oktober 1941 im Nachrichtenverkehr der deutschen Kriegsmarine zur verschlüsselten Kommunikation verwendet wurde.
Im Gegensatz zur vorher verwendeten Enigma‑M3 sowie der von Heer und Luftwaffe eingesetzten Enigma I und der von den deutschen Geheimdiensten verwendeten Enigma‑G zeichnet sich die Enigma‑M4 durch vier Walzen (außer der Eintritts- und der Umkehrwalze) aus. Damit ist ihre Verschlüsselung kryptographisch deutlich stärker als die der übrigen Enigma-Varianten mit nur drei Rotoren und konnte deshalb durch die Alliierten lange Zeit nicht gebrochen werden.

## Vorgeschichte

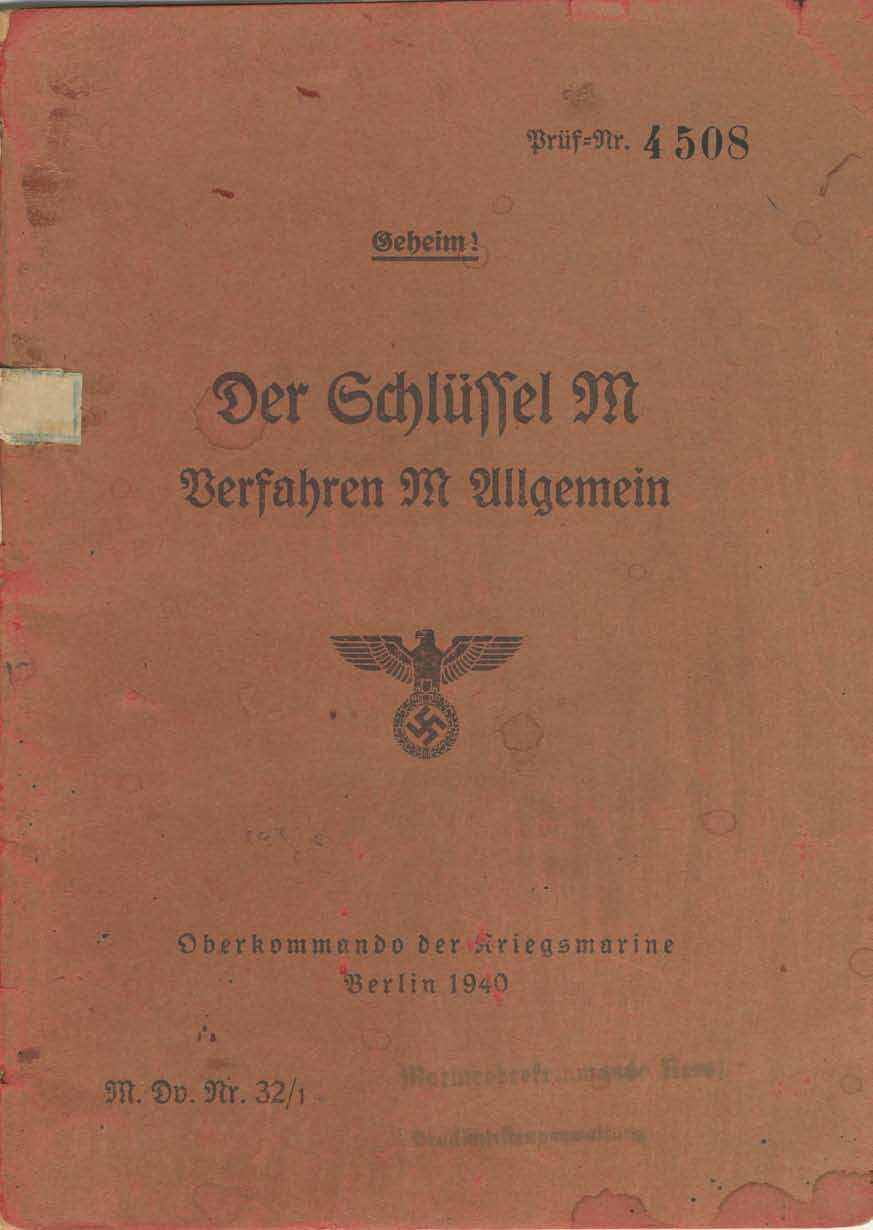
Schlüsselanleitung der Kriegsmarine „Der Schlüssel M“.

Alle Teile der deutschen Wehrmacht setzten zur Verschlüsselung ihrer geheimen Nachrichten die Rotor-Chiffriermaschine Enigma ein. Allerdings kamen unterschiedliche Modelle zum Einsatz. Während Heer und Luftwaffe fast ausschließlich die Enigma I benutzten, gab es für die Marine unterschiedliche Modellvarianten der Enigma‑M, die diese zumeist als „Schlüssel M“ bezeichnete. Der Hauptunterschied bestand in der Verwendung von mehr Walzen als bei der Enigma I, bei der drei Walzen aus einem Sortiment von fünf ausgewählt werden konnten. Dies ergab 5·4·3 = 60 mögliche Walzenlagen der Enigma I.
Die Enigma‑M1 hingegen verfügte über ein Sortiment von sechs unterschiedlichen Walzen (gekennzeichnet mit den römischen Zahlen I bis VI), von denen drei in die Maschine eingesetzt wurden. Dies erhöhte die kombinatorische Komplexität auf 6·5·4 = 120 mögliche Walzenlagen. Bei der Enigma‑M2 war das Walzensortiment um eine weitere vergrößert worden, so dass nun 7·6·5 = 210 Walzenlagen möglich waren. Und bei der Enigma‑M3, die zu Beginn des Krieges von der Marine verwendet wurde, waren es acht Walzen, von denen drei eingesetzt wurden. Damit verfügte die M3 über 8·7·6 = 336 mögliche Walzenlagen. Während bei den Modellen M1 bis M3 immer nur drei Walzen in der Maschine zum Einsatz kamen, waren es bei der M4 vier Walzen, die sich nebeneinander in der Maschine befanden. Dies erhöhte die kryptographische Sicherheit der M4 im Vergleich zu ihren Vorgängermodellen ganz erheblich.
Die Bedienung wurde in der Marine-Dienstvorschrift M.Dv.Nr. 32/1 mit dem Titel „Der Schlüssel M – Verfahren M Allgemein“. Hierin wurde die bei der Enigma‑M4 zur Anwendung kommende Schlüsselprozedur genau definiert.
Ein besonders wichtiger Bestandteil des Schlüsselverfahrens, neben der korrekten Bedienung, war die Vereinbarung eines gemeinsamen kryptologischen Schlüssels. Wie bei allen symmetrischen Kryptosystemen, mussten auch bei der Enigma der Sender und der Empfänger einer verschlüsselten Geheimnachricht nicht nur über die gleiche Maschine verfügen, sondern diese auch identisch zueinander einstellen. Dazu wurden vorab geheime Schlüsseltafeln an alle befugten Teilnehmer verteilt. Um die Sicherheit innerhalb einer so großen Organisation wie der Kriegsmarine zu gewährleisten, gab es, wie auch bei Heer und Luftwaffe, viele unterschiedliche Schlüsselnetze, beispielsweise Aegir für Überwasserkriegsschiffe und Hilfskreuzer in Übersee, Hydra für Kriegsschiffe in Küstennähe, Medusa für U‑Boote im Mittelmeer, Neptun für Schlachtschiffe und Schwere Kreuzer und Triton für die Atlantik-U‑Boote. Es gab noch weitere Schlüsselnetze. Bei allen setzte die Kriegsmarine zunächst ausschließlich die Enigma‑M3 ein.
Bald wurde jedoch die Notwendigkeit erkannt, für die auf Hoher See operierenden Einheiten ein separates, besonders gesichertes Schlüsselnetz zu bilden. Im Oktober 1941 wurde mit Schreiben des Oberkommandos der Kriegsmarine (OKM) an den Befehlshaber der Schlachtschiffe die „Schlüsseltafel Neptun“ als neuer Schlüssel eingeführt und hierzu die Verwendung der Enigma‑M4 befohlen. Dies geschah bereits vier Monate vor Indienststellung der M4 für die U‑Boote. Das Schlüsselnetz Neptun wurde im Gegensatz zu Triton zu damaliger Zeit nicht gebrochen.

## Aufbau

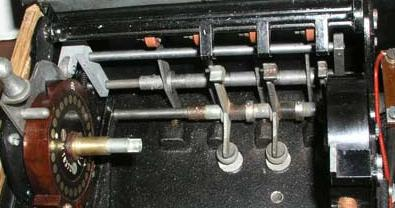
Bei herausgenommenen Walzen ist links die dünne Umkehrwalze mit ihren 26 Kontaktplatten zu erkennen.

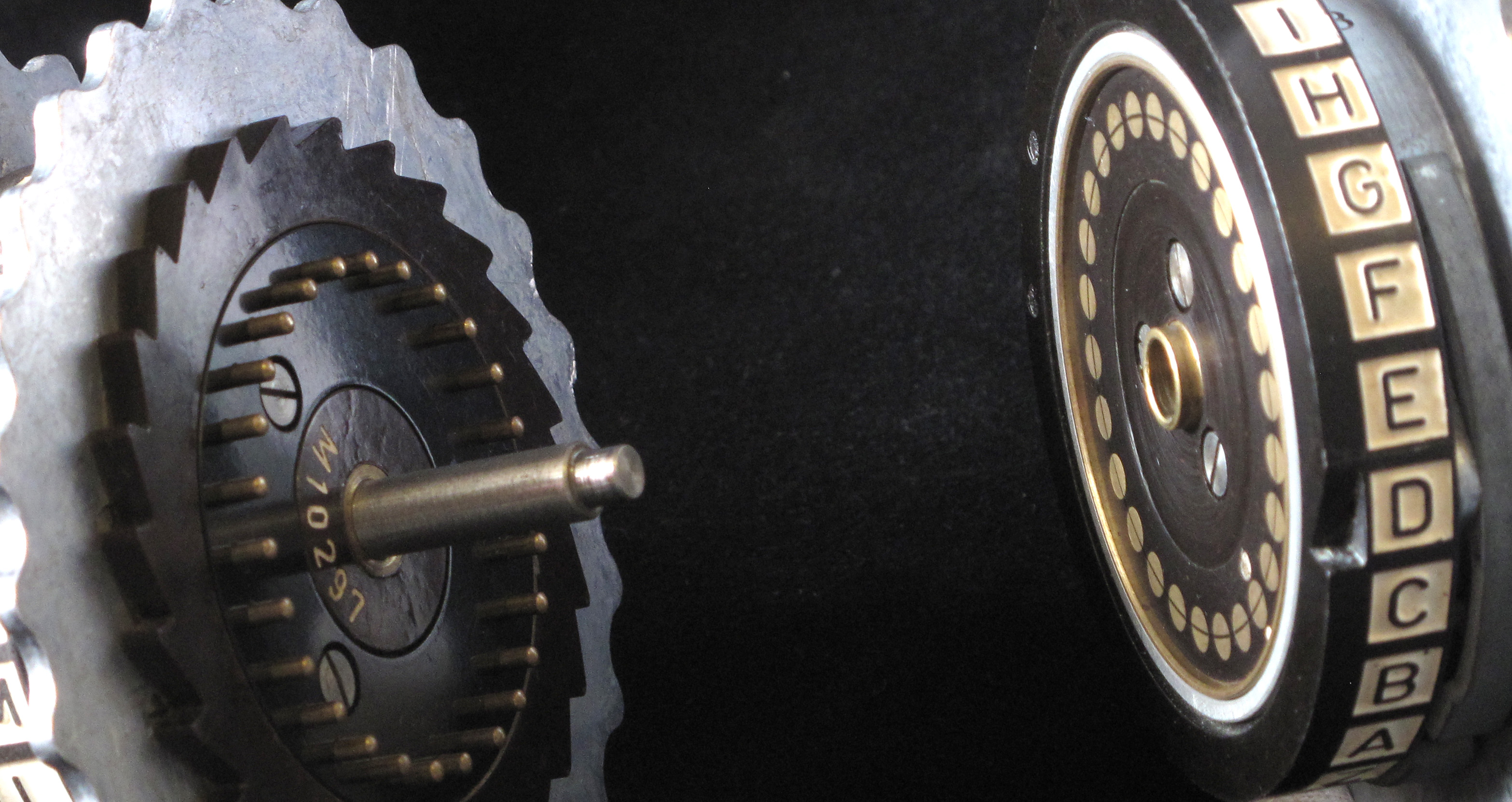
Zwei Walzen der Marine-Enigma kurz vor dem Zusammenbau.

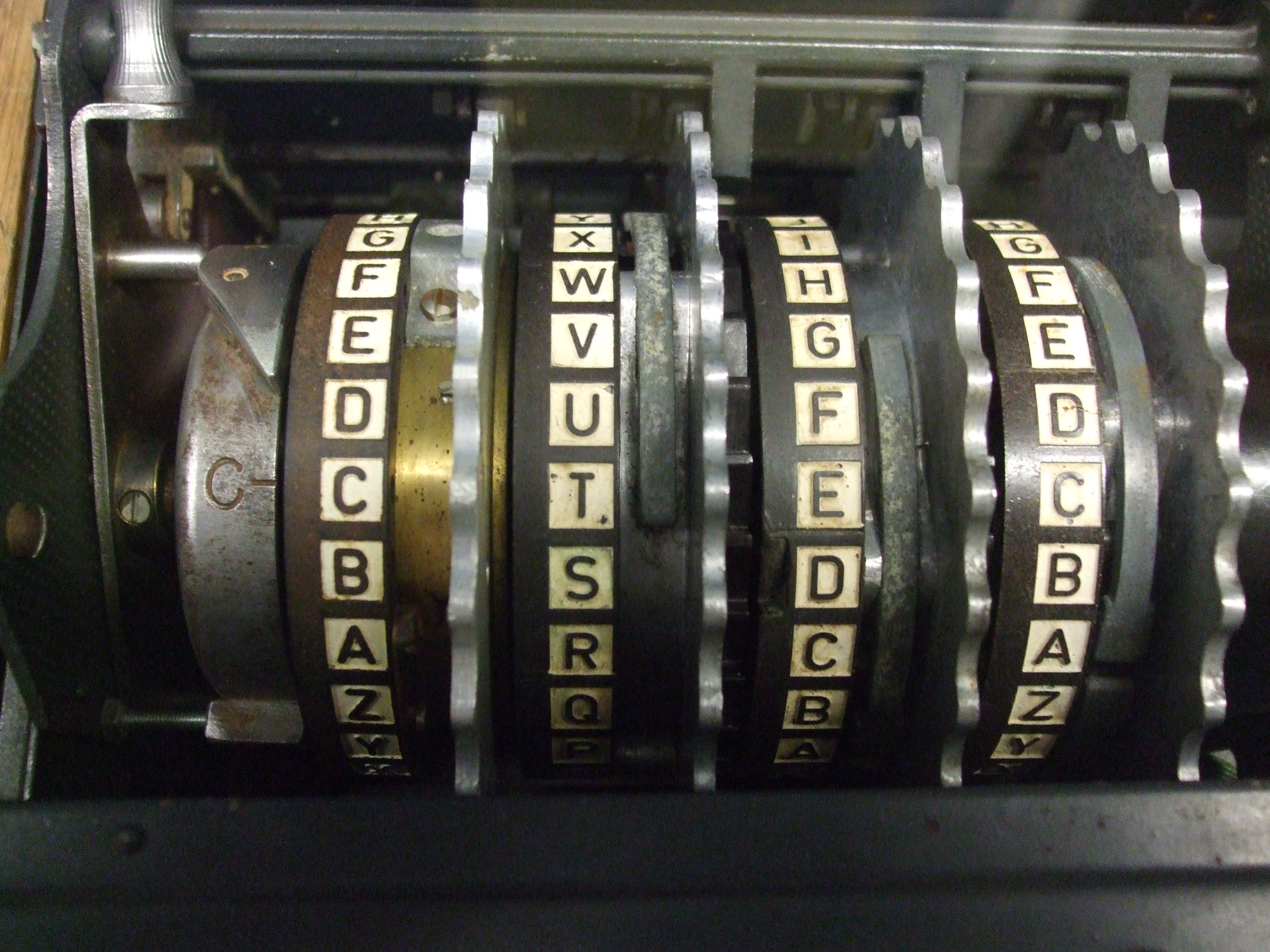
Hier sind alle Walzen eingelegt. Ganz links befindet sich die dünne UKW C, genannt „Cäsar“ (gekennzeichnet durch das eingravierte „C−“), und unmittelbar rechts davon eine der „Griechenwalzen“, die während der Verschlüsselung zwar nicht fortgeschaltet wird, aber von Hand auf eine von 26 Stellungen (A bis Z) gedreht werden kann.

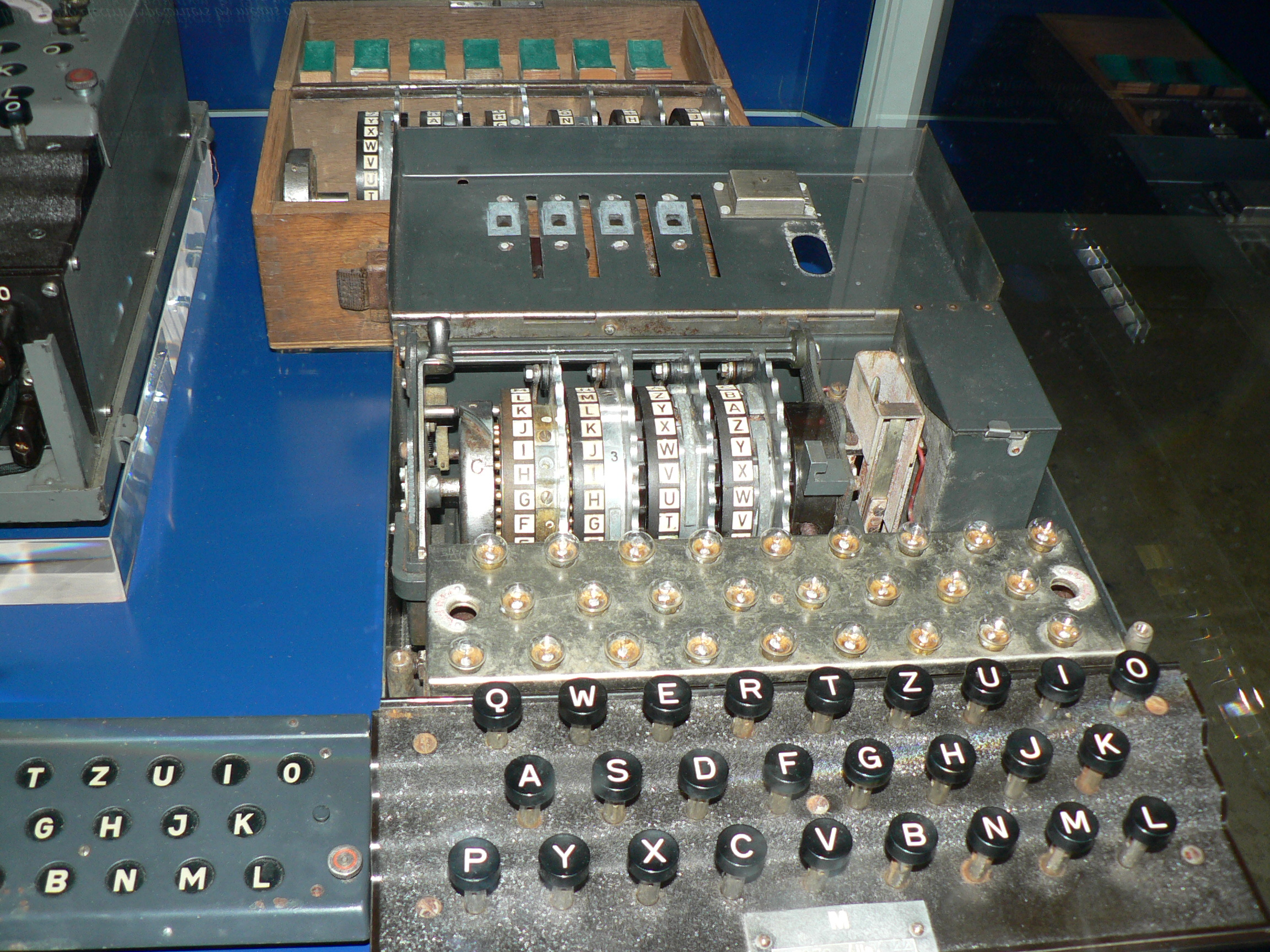
M4 (ohne Deckel) mit vollständig eingelegtem Walzensatz.

Der Aufbau der Enigma‑M4 weist im Vergleich zu dem der Enigma I einige Besonderheiten auf. Der wichtigste Unterschied ist der Einsatz von vier Walzen (Rotoren) gegenüber nur drei bei den anderen Modellen. Die vier Walzen wurden aus einem Sortiment von insgesamt acht plus zwei Walzen ausgewählt. Dabei musste zwischen den auch bei der Enigma I verwendeten Walzen I bis V sowie den von der Enigma‑M3 bekannten Walzen VI bis VIII und den speziell für die Enigma‑M4 neu konstruierten beiden Walzen unterschieden werden, die eine geringere Dicke als die anderen aufwiesen und daher als „dünne“ Walzen bezeichnet wurden.
Technischer Grund für die Anfertigung von dünnen Walzen war der Wunsch der Marine, das gleiche Gehäuse wie Enigma I und Enigma‑M3 weiter verwenden zu können. Dazu musste der Platz, den bisher eine (dicke) Umkehrwalze einnahm, nun durch eine dünne Umkehrwalze und eine der neu hinzugekommenen dünnen vierten Walzen genutzt werden. Statt mit römischen Zahlen wurden die dünnen Walzen mit griechischen Buchstaben, nämlich „β“ (Beta) und „γ“ (Gamma) gekennzeichnet. Sie konnten zwar manuell jeweils in eine von 26 Drehstellungen gedreht werden, im Gegensatz zu den Walzen I bis VIII drehten sie sich während des Verschlüsselungsvorgangs jedoch nicht weiter.
Das Verdrahtungsschema der Eintrittswalze und der acht rotierenden Walzen (I bis VIII) der Enigma‑M4 war identisch zur Enigma I und M3. Besonders waren die beiden nicht rotierenden dünnen Walzen „Beta“ und „Gamma“ und die beiden ebenfalls dünnen Umkehrwalzen (UKW) „Bruno“ und „Cäsar“.
Die Verdrahtung der beiden dünnen Walzen und der Umkehrwalzen war so überlegt, dass die Kombination der Umkehrwalze (UKW) mit der dazu „passenden“ Walze (das heißt Bruno mit Beta beziehungsweise Cäsar mit Gamma) genau dieselbe involutorische Zeichenpermutation ergibt wie die Umkehrwalzen B und C (dick) der Enigma I und der Enigma‑M3 allein. Dies diente der Abwärtskompatibilität zu den früheren Systemen. Voraussetzung dafür war lediglich, dass der Spruchschlüssel von den U‑Booten so gewählt wurde, dass er mit „A“ begann. Dann befand sich die linke Walze in genau der Stellung, in der sie zusammen mit der passenden UKW so wirkte wie die entsprechende UKW der anderen Enigma-Modelle.
Tasten und Lampen waren wie seit dem Model-D in einer der QWERTZU ähnlichen Belegung angeordnet. Nur die Buchstaben P und L waren abweichend zu QWERTZU an die Ränder der unterste Reihe verschoben.
```
Q   W   E   R   T   Z   U   I   O
  A   S   D   F   G   H   J   K
P   Y   X   C   V   B   N   M   L

```

Im Unterschied zu anderen Modellen wie z. B. dem Model-D, Model-K oder dem Model-T gab es auf der Tastatur keine Unterstützung für Ziffern.
Sonderzeichen (wie etwa beim Model-G) waren auch nicht vorgesehen.
Die Marine verwendete zur Datenkompression Signalgruppen (vier Buchstaben) und Spruchphrasen aus Codebüchern wie dem Kurzsignalheften und dem Wetterkurzschlüssel, die rein aus Buchstaben bestanden.

## Bedienung

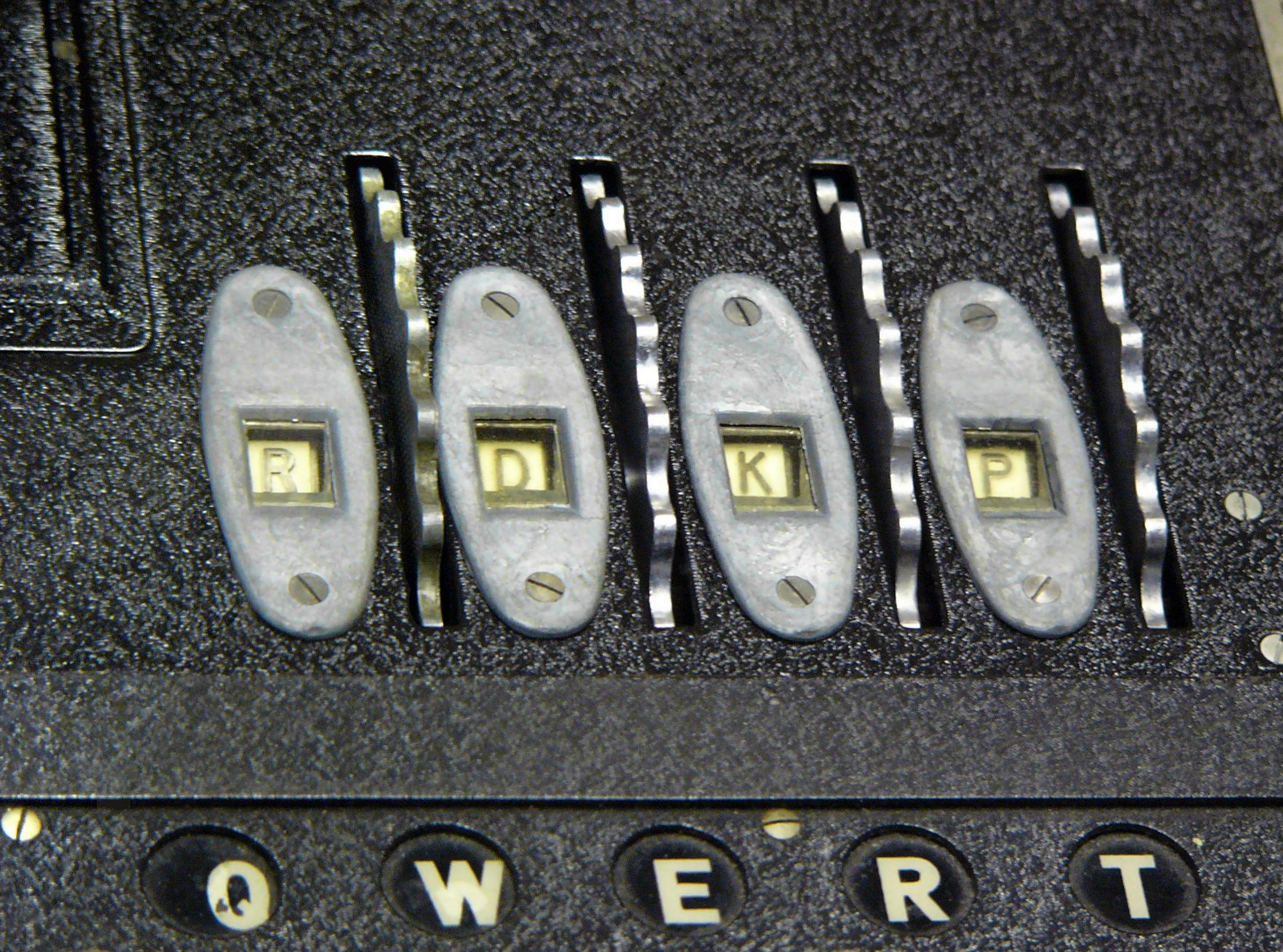
Bei geschlossenem Deckel ist die hinter dem linken Walzenfenster befindliche „Griechenwalze“ von außen kaum von den anderen Walzen zu unterscheiden.

Zur vollständigen Einstellung des Schlüssels unterschied die Marine zwischen „äußeren“ und „inneren“ Schlüsselteilen. Zum inneren Schlüssel zählte die Auswahl der Walzen, die Walzenlage und die Ringstellung. Die inneren Schlüsseleinstellungen durften nur durch einen Offizier vorgenommen werden, der dazu das Gehäuse öffnete, die Walzen entsprechend auswählte, einrichtete und anordnete. Danach schloss er die Enigma wieder und übergab sie dem Funkmaat.

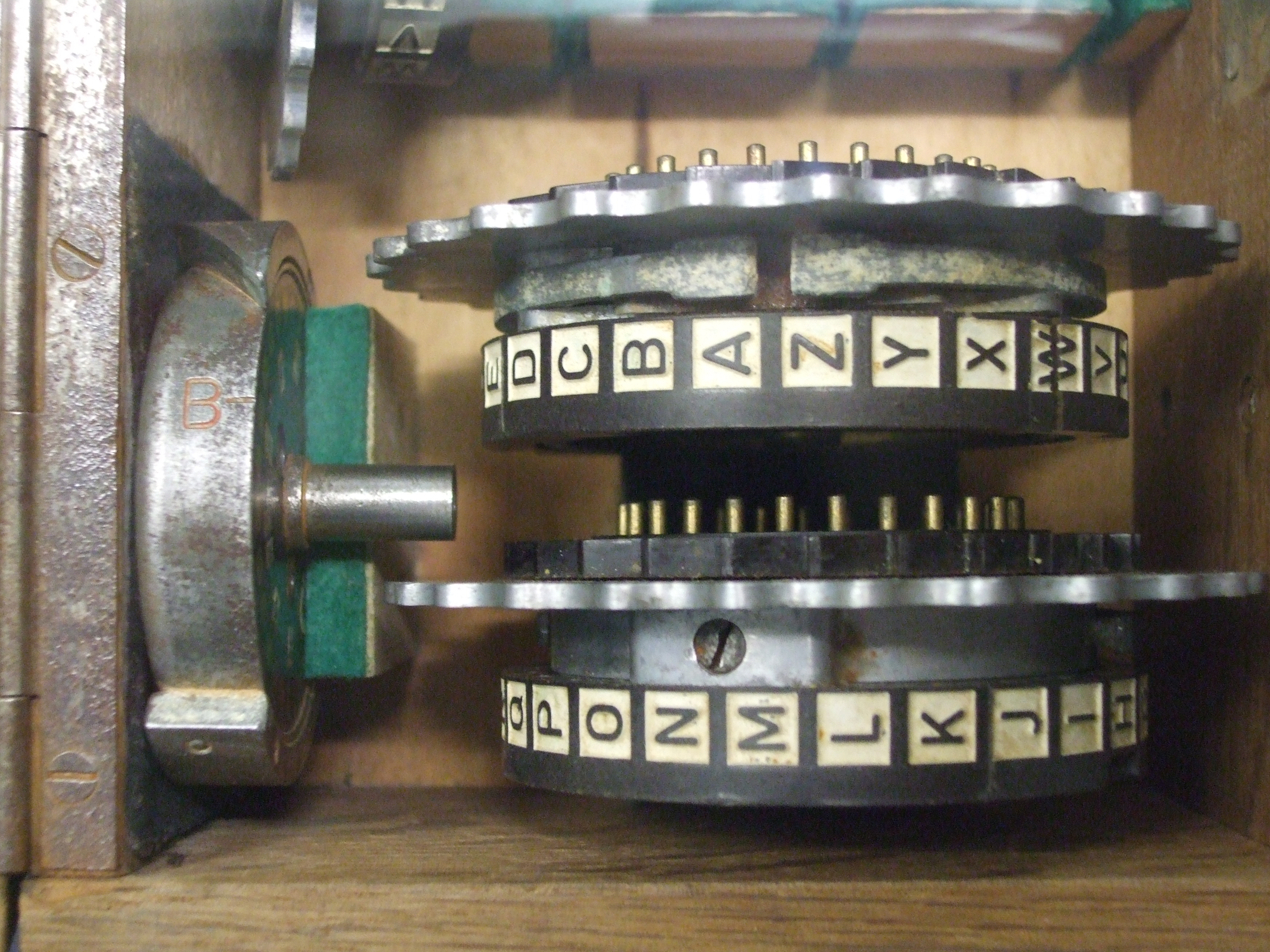
Die „dünne“ UKW B (ganz links), auch genannt „Bruno“, im Walzenkasten einer M4 zusammen mit einigen Walzen.

Aufgabe des Funkers war es, die äußeren Schlüsseleinstellungen vorzunehmen, also die zehn Steckerpaare dem Tagesschlüssel entsprechend in das Steckerbrett an der Frontplatte der M4 einzustecken, die Frontklappe zu schließen und danach die vier Walzen in die richtige Anfangsstellung zu drehen. Während die inneren Einstellungen nur alle zwei Tage verändert wurden, mussten die äußeren jeden Tag gewechselt werden. Der Schlüsselwechsel passierte auch auf hoher See um 12:00 D.G.Z. („Deutsche gesetzliche Zeit“), also beispielsweise bei U‑Booten, die gerade vor der amerikanischen Ostküste operierten, am frühen Morgen.
Die befohlenen Schlüssel waren auf damals streng geheimen „Schlüsseltafeln“ verzeichnet. Auch hierbei wurde zwischen inneren und äußeren Einstellungen unterschieden. Die für den Offizier bestimmte Schlüsseltafel mit den inneren Einstellungen hatte etwa folgendes Aussehen:
```
                     Schlüssel M " T r i t o n "
                     ---------------------------
 Monat: J u n i   1945                          Prüfnummer:  123
 ------                                         ----------------
                        Geheime Kommandosache!
                        ----------------------
                     Schlüsseltafel M-Allgemein
                     ---------------------------
                          (Schl.T. M Allg.)
                         Innere Einstellung
                         ------------------
                      Wechsel 1200  Uhr D.G.Z.
                      --------------------------
         ----------------------------------------------
         |Monats- |                                   |
         |  tag   |     Innere Einstellung            |
         ----------------------------------------------
         |  29.   |B  Beta       VII     IV      V    |
         |        |   A          G       N       O    |
         ----------------------------------------------
         |  27.   |B  Beta       II      I       VIII |
         |        |   A          T       Y       F    |
         ----------------------------------------------
         |  25.   |B  Beta       V       VI      I    |
         |        |   A          M       Q       T    |
         ----------------------------------------------
```

Oben sind beispielhaft nur wenige Monatstage dargestellt, wobei, wie damals üblich, die Tage absteigend sortiert sind. So kann man leicht die „verbrauchten“ Codes der vergangenen Tage abschneiden und vernichten. Ähnlich strukturiert war die andere Schlüsseltafel, die die äußeren Schlüsselteile verzeichnete.
Beispiel für den 27. Juni 1945: Innere Einstellung "B Beta II I VIII" bedeutet, der Offizier hatte zuerst als Umkehrwalze die Walze B (dünn) zu wählen. Danach musste er die nichtrotierende Griechenwalze Beta auf Ringstellung A bringen, Walze II auf Ringstellung T, Walze I auf Ringstellung Y und schließlich Walze VIII ganz rechts (als schneller Rotor) auf Ringstellung F einstellen und die Walzen in der Reihenfolge von links nach rechts einsetzen.
Mit etwas Gefühl konnte die Ringstellung auch an eingebauten Walzen vorgenommen werden.
Der Offizier sperrte den Walzendeckel ab und übergab die M4 nun an den Verschlüsseler, der die äußeren Einstellungen anhand eigener Unterlagen vornahm.
```
                     Schlüssel M " T r i t o n "
                     ---------------------------
 Monat: J u n i   1945                          Prüfnummer:  123
 ------                                         ----------------
                        Geheime Kommandosache!
                        ----------------------
                     Schlüsseltafel M-Allgemein
                     ---------------------------
                          (Schl.T. M Allg.)
                         Äußere Einstellung
                         ------------------
                      Wechsel 1200  Uhr D.G.Z.
                      --------------------------
----------------------------------------------------------------------
| Mo-  |                                                    | Grund- |
| nats-|      S t e c k e r v e r b i n d u n g e n         | stel-  |
| tag  |                                                    | lung   |
----------------------------------------------------------------------
|  30. |18/26 17/4 21/6 3/16 19/14 22/7 8/1 12/25 5/9 10/15 |H F K D |
|  29. |20/13 2/3 10/4 21/24 12/1 6/5 16/18 15/8 7/11 23/26 |O M S R |
|  28. |9/14 4/5 18/24 3/16 20/26 23/21 12/19 13/2 22/6 1/8 |E Y D X |
|  27. |16/2 25/21 6/20 9/17 22/1 15/4 18/26 8/23 3/14 5/19 |T C X K |
|  26. |20/13 26/11 3/4 7/24 14/9 16/10 8/17 12/5 2/6 15/23 |Y S R B |
```

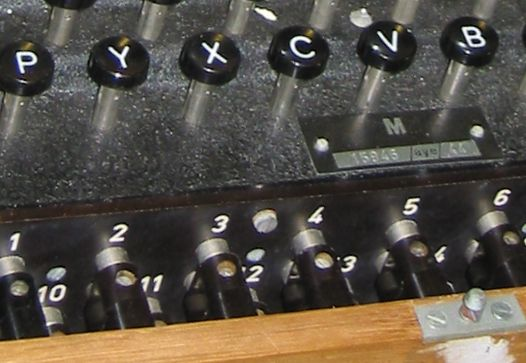
Bei der M4 waren die Steckbuchsen nicht mit Buchstaben, sondern mit Zahlen gekennzeichnet. Das Typenschild zeigt das Fertigungskennzeichen aye für die Olympia Büromaschinenwerke in Erfurt sowie die Jahreszahl 44 (für 1944).

Der Funkmaat musste die an der Frontplatte angebrachten doppelpoligen Steckbuchsen mit entsprechenden doppelpoligen Kabeln beschalten. In der Regel wurden genau zehn Kabel eingesteckt. Sechs Buchstaben blieben „ungesteckert“. Die Steckerverbindungen wurden bei der Marine (im Gegensatz zu den anderen Wehrmachtteilen) numerisch und nicht alphabetisch verzeichnet. In der dazugehörigen geheimen Marine-Dienstvorschrift M.Dv.Nr. 32/1 mit dem Titel „Der Schlüssel M – Verfahren M Allgemein“ war als Hilfe für den Bediener eine Umsetzungstabelle angegeben.
| A  | B  | C  | D  | E  | F  | G  | H  | I  | J  | K  | L  | M  | N  | O  | P  | Q  | R  | S  | T  | U  | V  | W  | X  | Y  | Z  |
| 01 | 02 | 03 | 04 | 05 | 06 | 07 | 08 | 09 | 10 | 11 | 12 | 13 | 14 | 15 | 16 | 17 | 18 | 19 | 20 | 21 | 22 | 23 | 24 | 25 | 26 |

Nun musste der Schlüssler noch die vier Walzen in eine definierte Anfangsstellung drehen, und die Enigma‑M4 war zur Verschlüsselung oder auch Entschlüsselung von Funksprüchen bereit.

## Schlüsselraum

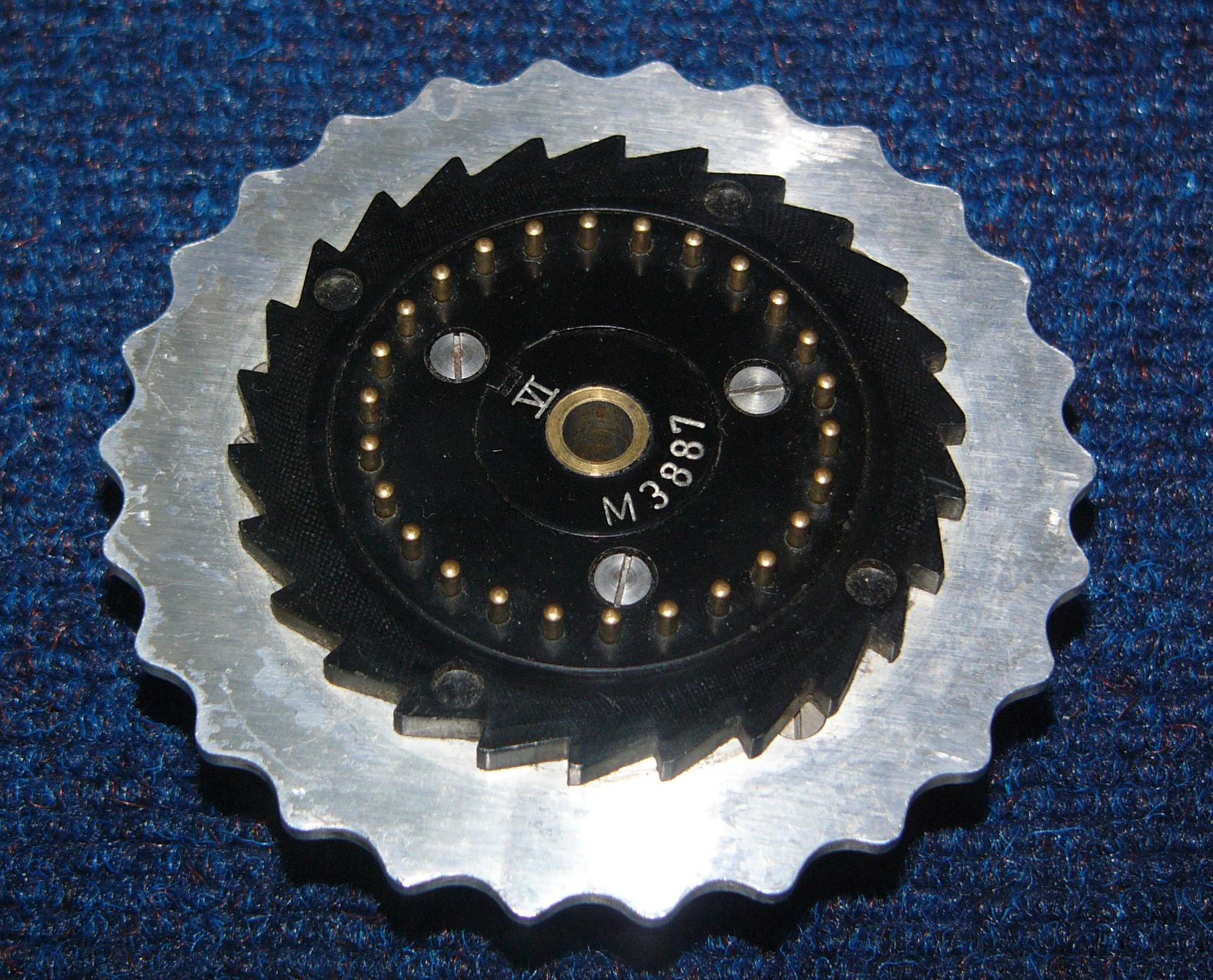
Die durch die römische Zahl VI gekennzeichnete Walze ist eine der drei Walzen, die exklusiv für die Marine entwickelt wurden.

Die Größe des Schlüsselraums der Enigma‑M4 lässt sich aus den vier einzelnen Teilschlüsseln sowie der Anzahl der jeweils möglichen unterschiedlichen Schlüsseleinstellungen berechnen. Der gesamte Schlüsselraum der Enigma‑M4 ergibt sich aus den folgenden vier Faktoren:
a) die Walzenlage
Drei von acht Walzen für die rechten drei Plätze werden ausgewählt. Dazu eine von zwei Griechenwalzen für den linken Platz und eine von zwei Umkehrwalzen ganz links. Das ergibt 2·2·(8·7·6) = 1344 mögliche Walzenlagen (entspricht einer „Schlüssellänge“ von etwa 10 bit).
b) die Ringstellung
Es gibt jeweils 26 verschiedene Ringstellungen für die beiden rechten Walzen. Die Ringe der beiden linken Walzen tragen nicht zur Vergrößerung des Schlüsselraums bei, da die Griechenwalze nicht fortgeschaltet wird. Insgesamt sind 26² = 676 Ringstellungen (entspricht etwa 9 bit) relevant.
c) die Walzenstellung
Es gibt für jede der vier Walzen 26 unterschiedliche Walzenstellungen. (Die Umkehrwalze kann nicht verstellt werden.) Insgesamt sind somit 264 = 456.976 Walzenstellungen verfügbar (entspricht knapp 19 bit). Setzt man die Ringstellung als bekannt voraus, so sind davon aufgrund einer unwichtigen Anomalie des Fortschaltmechanismus (siehe auch: Anomalie) 26³-26² = 16.900 Anfangsstellungen als kryptographisch redundant zu eliminieren. Als relevant übrig bleiben dann 440.076 Walzenstellungen (entspricht ebenfalls etwa 19 bit).
d) die Steckerverbindungen
Es können bis zu maximal 13 Steckerverbindungen zwischen den 26 Buchstaben durchgeführt werden. Ausgehend vom Fall des leeren Steckerbretts (in der unteren Tabelle als Nummer null berücksichtigt) gibt es für die erste Verbindung 26 Auswahlmöglichkeiten für das eine Steckerende und dann noch 25 für das andere Ende des Kabels. Somit gibt es für das erste Kabel 26·25 unterschiedliche Möglichkeiten es einzustecken. Da es aber keine Rolle spielt, in welcher Reihenfolge die beiden Kabelenden gesteckt werden, entfallen davon die Hälfte der Möglichkeiten. Es bleiben also 26·25/2 = 325 Möglichkeiten für die erste Verbindung. Für die zweite erhält man analog 24·23/2 = 276 Möglichkeiten. Allgemein gibt es (26-2n+2)·(26-2n+1)/2 Möglichkeiten für die n-te Steckerverbindung (siehe auch: Gaußsche Summenformel).
| Nummer der Steckverbindung | Möglichkeiten für | Möglichkeiten für | Möglichkeiten für Steckverbindung |
| Nummer der Steckverbindung | erste Seite       | zweite Seite      | Möglichkeiten für Steckverbindung |
| -------------------------- | ----------------- | ----------------- | --------------------------------- |
| 0                          | 1                 | 1                 | 1                                 |
| 1                          | 26                | 25                | 325                               |
| 2                          | 24                | 23                | 276                               |
| 3                          | 22                | 21                | 231                               |
| 4                          | 20                | 19                | 190                               |
| 5                          | 18                | 17                | 153                               |
| 6                          | 16                | 15                | 120                               |
| 7                          | 14                | 13                | 91                                |
| 8                          | 12                | 11                | 66                                |
| 9                          | 10                | 9                 | 45                                |
| 10                         | 8                 | 7                 | 28                                |
| 11                         | 6                 | 5                 | 15                                |
| 12                         | 4                 | 3                 | 6                                 |
| 13                         | 2                 | 1                 | 1                                 |

Die Gesamtzahl der möglichen Steckkombinationen bei Verwendung von mehreren Steckern ergibt sich aus dem Produkt der Möglichkeiten für die einzelnen Steckerverbindungen. Da aber auch hier die Reihenfolge der Durchführung keine Rolle spielt (es ist kryptographisch gleichwertig, wenn beispielsweise zuerst A mit X gesteckert wird und danach B mit Y oder umgekehrt zuerst B mit Y und dann A mit X), dürfen die entsprechenden Fälle nicht als Schlüsselkombinationen berücksichtigt werden. Dies sind bei zwei Steckerverbindungen genau die Hälfte der Fälle. Das vorher ermittelte Produkt ist also durch 2 zu dividieren. Bei drei Steckerverbindungen gibt es 6 mögliche Reihenfolgen für die Durchführung der Steckungen, die alle sechs kryptographisch gleichwertig sind. Das Produkt ist also durch 6 zu dividieren. Im allgemeinen Fall, bei n Steckerverbindungen, ist das Produkt der vorher ermittelten Möglichkeiten durch n! (Fakultät) zu dividieren. Die Anzahl der Möglichkeiten für genau n Steckerverbindungen ergibt sich als
{\displaystyle {\frac {1}{n!}}\prod _{i=1}^{n}{\frac {(26-2i+2)(26-2i+1)}{2}}\;=\;{\frac {26!}{2^{n}\cdot n!\cdot (26-2n)!}}}
| Stecker | Möglichkeiten für | Möglichkeiten für           | Möglichkeiten für            |
| Stecker | Steckver- bindung | genau n Steck- verbindungen | bis zu n Steck- verbindungen |
| ------- | ----------------- | --------------------------- | ---------------------------- |
| 0       | 1                 | 1                           | 1                            |
| 1       | 325               | 325                         | 326                          |
| 2       | 276               | 44850                       | 45176                        |
| 3       | 231               | 3453450                     | 3498626                      |
| 4       | 190               | 164038875                   | 167537501                    |
| 5       | 153               | 5019589575                  | 5187127076                   |
| 6       | 120               | 100391791500                | 105578918576                 |
| 7       | 91                | 1305093289500               | 1410672208076                |
| 8       | 66                | 10767019638375              | 12177691846451               |
| 9       | 45                | 53835098191875              | 66012790038326               |
| 10      | 28                | 150738274937250             | 216751064975576              |
| 11      | 15                | 205552193096250             | 422303258071826              |
| 12      | 6                 | 102776096548125             | 525079354619951              |
| 13      | 1                 | 7905853580625               | 532985208200576              |

Bei der M4 waren genau zehn Steckerverbindungen durchzuführen. Für diese ergeben sich nach der obigen Tabelle 150.738.274.937.250 (mehr als 150 Billionen) Steckmöglichkeiten (entspricht etwa 47 bit).
Der gesamte Schlüsselraum einer Enigma‑M4 mit drei aus einem Vorrat von acht ausgewählten Walzen, einer von zwei Griechenwalzen und einer von zwei Umkehrwalzen sowie bei Verwendung von zehn Steckern lässt sich aus dem Produkt der in den obigen Abschnitten a) bis d) ermittelten 1344 Walzenlagen, 676 Ringstellungen, 439.400 Walzenstellungen und 150.738.274.937.250 Steckermöglichkeiten berechnen. Er beträgt:
1344 · 676 · 440.076 · 150.738.274.937.250 = 60.269.444.695.419.208.913.664.000
Das sind mehr als 6·1025 Möglichkeiten und entspricht einer Schlüssellänge von fast 86 bit.
Der Schlüsselraum ist riesig groß. Wie allerdings im Hauptartikel über die Enigma ausführlicher erläutert wird, ist die Größe des Schlüsselraums jedoch nur eine notwendige, aber keine hinreichende Bedingung für die Sicherheit eines kryptographischen Verfahrens. Selbst eine so simple Methode wie eine einfache monoalphabetische Substitution verfügt (bei Verwendung von 26 Buchstaben wie die M4) über einen Schlüsselraum von 26! (Fakultät), das ist grob 4·1026 und entspricht ungefähr 88 bit und ist somit sogar noch etwas größer als bei der Enigma‑M4. Dennoch ist eine monoalphabetische Substitution sehr unsicher und kann leicht gebrochen (entziffert) werden.

## Entzifferung

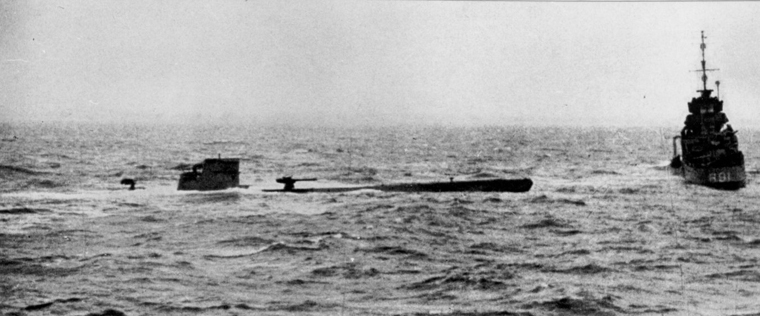
U 110 und HMS Bulldog.

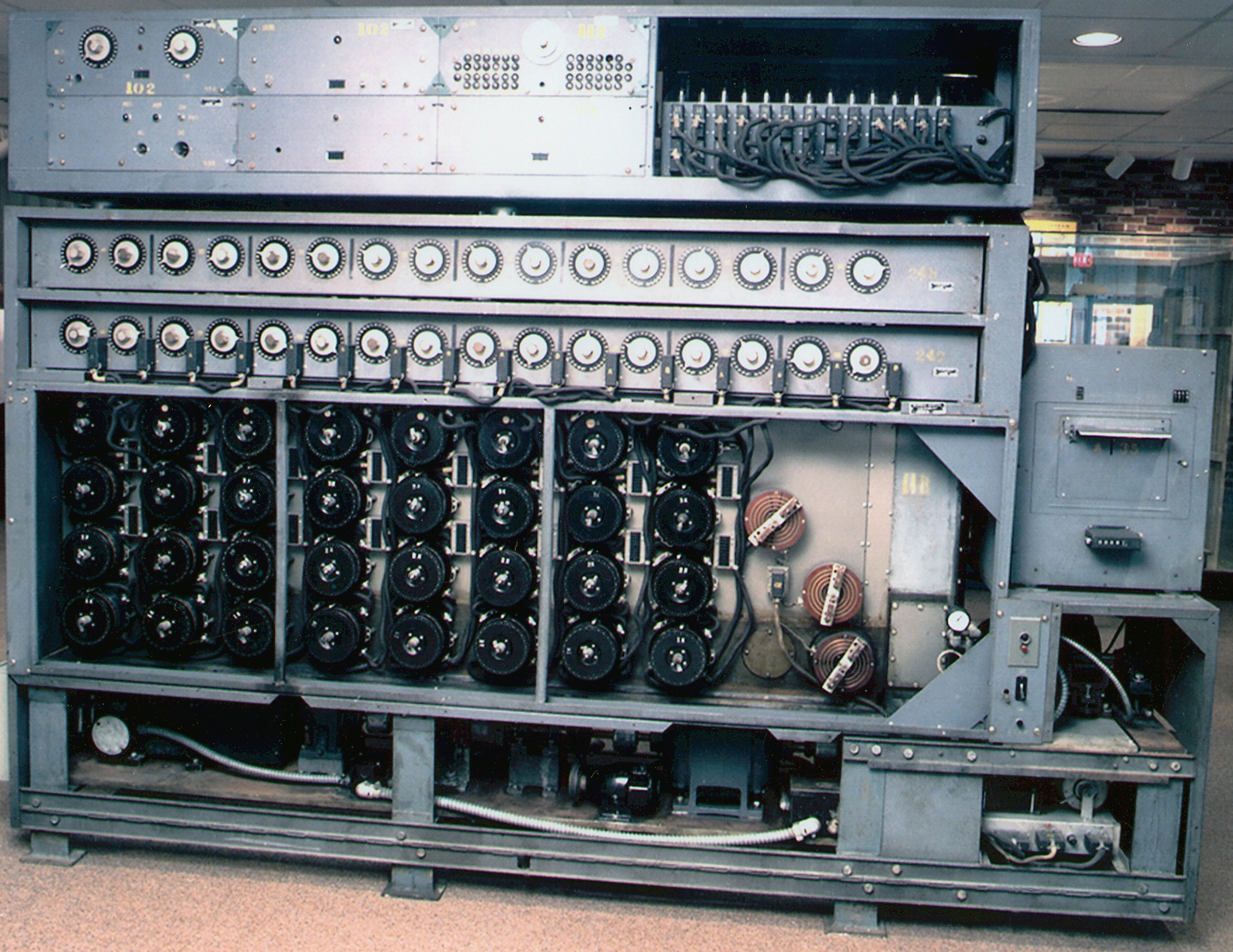
Die einzige erhaltene Desch-Bombe im National Cryptologic Museum

Britische Kryptoanalytiker arbeiteten seit Ausbruch des Krieges im etwa 70 km nordwestlich von London gelegenen Bletchley Park an der Entzifferung der Enigma.
Das wichtigste Hilfsmittel dabei war eine spezielle elektromechanische Maschine, genannt die Turing-Bombe, die vom englischen Mathematiker Alan Turing ersonnen worden war, und mit der die jeweils gültigen Tagesschlüssel ermittelt werden konnten. Hierzu wurden „wahrscheinliche Wörter“ benötigt, also Textpassagen, die im zu entziffernden Klartext auftauchen. Die Kryptoanalytiker profitierten von der deutschen Gründlichkeit bei der Abfassung von Routinemeldungen, wie Wetterberichten, mit wiederkehrenden Mustern, welche zur Entzifferung genutzt werden konnten. Mithilfe der Turing-Bombe gelang es ab Januar 1940, zunächst die von der Luftwaffe und später auch die vom Heer verschlüsselten Funksprüche zu entziffern.
Die Verschlüsselungsverfahren der Kriegsmarine, also der „Schlüssel M“, zeigte sich deutlich widerstandsfähiger gegenüber den Entzifferungsversuchen. Schon die Enigma‑M3, mit ihren nur drei (und noch nicht vier) Walzen, war schwieriger zu brechen als die von Luftwaffe und Heer benutzte Enigma I. Dies lag außer an der Verwendung eines größeren Walzensortiments (acht statt nur fünf zur Auswahl) ganz wesentlich auch an einem besonders ausgeklügelten Verfahren zur Spruchschlüsselvereinbarung, das die Marine benutzte. Den britischen Codeknackern gelang der Einbruch in den Schlüssel M erst im Mai 1941 nach Kaperung des deutschen U‑Boots U 110 mitsamt einer intakten M3-Maschine und sämtlicher Geheimdokumente (Codebücher) inklusive der wichtigen Doppelbuchstabentauschtafeln durch den britischen Zerstörer Bulldog (Bild) am 9. Mai 1941.
Eine besonders schmerzliche Unterbrechung („Black-out“) für die Briten gab es dann, als am 1. Februar 1942 die M3 bei den U‑Booten durch die M4 (mit vier Walzen) abgelöst wurde. Dieses von den Deutschen „Schlüsselnetz Triton“ und von den Engländern Shark (deutsch: „Hai“) genannte Verfahren konnte zehn Monate lang nicht gebrochen werden, eine Zeit, von den U‑Boot-Fahrern die „zweite glückliche Zeit“ genannt, in der die deutsche U‑Bootwaffe erneut große Erfolge verbuchen konnte. Der Einbruch in Shark gelang erst im Dezember 1942, nachdem der britische Zerstörer Petard am 30. Oktober 1942 im Mittelmeer das deutsche U‑Boot U 559 aufbrachte.
Ein Prisenkommando enterte U 559 und erbeutete wichtige geheime Schlüsselunterlagen wie Kurzsignalheft und Wetterkurzschlüssel, mit deren Hilfe es Bletchley Park schaffte, auch die Enigma‑M4 und Triton zu überwinden. Die Entzifferung der Nachrichten dauerte aber zunächst noch mehrere Tage, was den Informationswert schmälerte.
Ab 1943 kamen die Amerikaner zu Hilfe, die unter Federführung von Joseph Desch im United States Naval Computing Machine Laboratory (NCML), mit Sitz in der National Cash Register Company (NCR) in Dayton (Ohio), ab April 1943 mehr als 120 Stück Hochgeschwindigkeitsvarianten der britischen Bombe produzierten, die speziell gegen die M4 gerichtet waren.
Amerikanische Behörden, wie die Signal Security Agency (SSA), die Communications Supplementary Activity (CSAW), und die United States Coast Guard Unit 387 (USCG Unit 387) nahmen den Briten einen Großteil der aufwendigen täglichen Schlüsselermittlung ab und konnten Triton schnell und routinemäßig brechen. Die Briten überließen die Schlüsselermittlung der M4 nun ihren amerikanischen Verbündeten und deren schnellen Desch-Bombes. Ab September 1943 dauerte die Entzifferung von M4-Funksprüchen in der Regel weniger als 24 Stunden. Allerdings war zu beachten, dass, auch wenn ein Funkspruch vollständig entziffert werden konnte, nicht immer alle Teile verständlich waren, denn Positionsangaben wurden mithilfe eines besonderen Verfahrens „überschlüsselt“ und dadurch besonders geschützt. Die Kriegsmarine hatte dazu im November 1941 das sogenannte Adressbuchverfahren eingeführt.
Am 4. Juni 1944 brachte die Kaperung von U 505 erneut aktuelles Schlüsselmaterial: Kurzsignalheft, Kenngruppenheft und vor allem das sogenannte Adressbuch.
Dies war die dringend gesuchte geheime Verfahrensvorschrift zur Überschlüsselung der U‑Boot-Standorte.
Die Ausbeute an Geheimmaterial von U 505 kam der von U 110 und U 559 gleich.
Während des gesamten Krieges wurden in der Hut Eight (Baracke 8) in Bletchley Park mehr als eine Million Marine-Funksprüche entziffert.
Dies umfasst den Zeitraum ab Herbst 1941 bis zur bedingungslosen Kapitulation der Wehrmacht im Mai 1945, wobei, mit Ausnahme des „Blackouts“ zwischen Februar und Dezember 1942, während der meisten Zeit die Unterbrechungsfreiheit der Entzifferung gewahrt werden konnte.

## Kriegsgeschichtliche Bedeutung

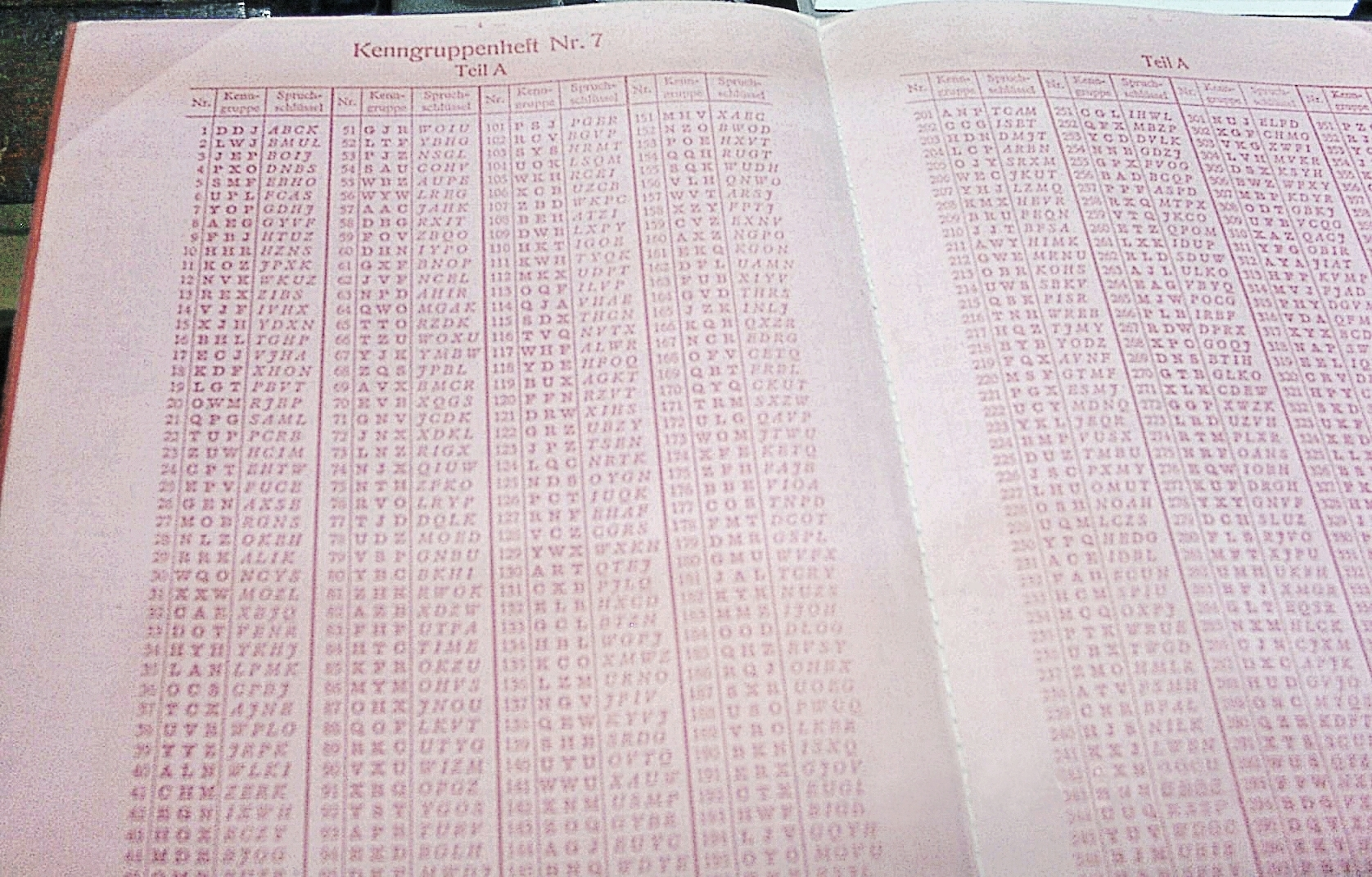
Von den Amerikanern aus U 505 erbeutetes Kenngruppenheft.

Die Entzifferung des M4-Funkverkehrs hatte eine enorme Bedeutung für die alliierten Fortschritte in der U‑Boot-Abwehr. Die Meldungen der Boote mit genauen Positions- und Kursangaben lieferten den Alliierten ein komplettes strategisches Lagebild. Zwar verrieten sich die U‑Boote auch schon durch das bloße Absenden von Funktelegrammen, was durch Funkpeilung wie Huff-Duff von alliierten Kriegsschiffen detektiert und lokalisiert werden konnte. Und auch Radar als Mittel zur Funkortung auf See sowie ASDIC, eine frühe Form von Sonar, zur Schallortung unter Wasser war ein weiteres wichtiges taktisches Hilfsmittel zur U‑Boot-Jagd. Aber all dies erlaubte kein so vollständiges Lagebild, wie es das „Mitlesen“ der Funksprüche erbrachte.
Unmittelbare Folge der amerikanischen Entzifferungen war die Versenkung von elf der achtzehn deutschen Versorgungs-U‑Boote („Milchkühe“) innerhalb weniger Monate im Jahr 1943.
Dies führte zu einer Schwächung aller Atlantik-U‑Boote, die nun nicht mehr auf See versorgt werden konnten, sondern dazu die lange und gefährliche Heimreise durch die Biskaya zu den U‑Boot-Stützpunkten an der französischen Westküste antreten mussten.
Insbesondere zur Durchführung der Operation Overlord, der geplanten Invasion in der Normandie, war für die alliierte Führung die Kenntnis eines möglichst umfassenden, aktuellen und natürlich korrekten Lagebildes entscheidend wichtig. Nach Kaperung von U 505 unmittelbar vor dem geplanten „D-Day“, der dann zwei Tage später am 6. Juni stattfand, befürchteten sie, dass die deutschen Schlüsselprozeduren als Folge des Bekanntwerdens der Kaperung von U 505 plötzlich geändert werden könnten. So hätte der Bruch der Enigma-Schlüssel am Tag der Invasion eventuell verhindert werden können, mit möglicherweise fatalen Konsequenzen für die Invasionstruppen. Tatsächlich blieb aber alles unverändert und so konnte der Tagesschlüssel nach gewohntem Muster mithilfe des Cribs „WETTERVORHERSAGEBISKAYA“, den die britischen Kryptoanalytiker leicht erraten konnten und korrekt vermuteten, in weniger als zwei Stunden nach Mitternacht gebrochen werden und die Invasion gelang.
Viele deutsche U‑Boot-Fahrer, allen voran der ehemalige Chef des B‑Dienstes (Beobachtungsdienst) der Kriegsmarine, waren sich noch lange nach dem Krieg sehr sicher, dass „ihre“ Vierwalzen-Schlüsselmaschine „unknackbar“ gewesen ist. Als dann 1974 britische Informationen bekannt wurden, die klar belegten, dass das Gegenteil der Fall war, löste dies bei den Überlebenden des U‑Boot-Kriegs einen regelrechten Schock aus, denn von den rund 40.000 deutschen U‑Boot-Fahrern waren etwa 30.000 vom Einsatz nicht heimgekehrt – die höchste Verlustrate aller deutschen Waffengattungen. Die besondere kriegsgeschichtliche Bedeutung der Enigma‑M4 und ihrer Entzifferung wird durch eine Aussage des ehemaligen britischen Premierministers Winston Churchill unterstrichen: „The only thing that really frightened me during the war was the U‑boat peril.“ (deutsch: „Das einzige, wovor ich im Krieg wirklich Angst hatte, war die U‑Boot-Gefahr.“)

## Sicherheitskontrolle
Aufgrund verschiedener verdächtiger Ereignisse wurden auf deutscher Seite mehrfach Untersuchungen zur Sicherheit der eigenen Maschine angestellt. Ein bezeichnendes Beispiel für die deutschen Überlegungen, Vorgehensweisen, Schlussfolgerungen und daraus abgeleiteten Maßnahmen kann einem englischsprachigen, damals als TOP SECRET „ULTRA“ eingestuften, hochgeheimen Verhörprotokoll entnommen werden, das unmittelbar nach dem Krieg, am 21. Juni 1945, vom alliierten (britisch-amerikanischen) TICOM (Target Intelligence Committee) in der Marinenachrichtenschule in Flensburg-Mürwik erstellt worden ist. Es protokolliert die Aussagen des deutschen Marineoffiziers, Lt.z.S Hans-Joachim Frowein, der von Juli bis Dezember 1944 die Aufgabe erhalten hatte, im OKM/4 Skl II (Abteilung II der Seekriegsleitung) die Sicherheit der M4 zu untersuchen. Der in diesem Zusammenhang ebenfalls verhörte führende deutsche Kryptoanalytiker Wilhelm Tranow erklärte als Grund für diese Untersuchung die extrem hohe Verlustrate, unter der die deutsche U‑Boot-Waffe insbesondere 1943 und im ersten Halbjahr 1944 zu leiden hatte. Die deutsche Marineleitung konnte sich dies nicht erklären, speziell nicht, warum U‑Boote an ganz bestimmten Positionen versenkt wurden, und stellte sich erneut die Frage: „Ist die Maschine sicher?“
Zur Klärung dieser Frage wurde Frowein ab Juli 1944 für ein halbes Jahr von Skl III an Skl II abgestellt mit dem Befehl, eine gründliche Untersuchung der Sicherheit der Vierwalzen-Enigma durchzuführen. Dazu wurden ihm zwei weitere Offiziere sowie zehn Mann zugeteilt. Sie begannen ihre Untersuchungen mit der Annahme, der Feind kenne die Maschine, inklusive aller Walzen, und ihm läge ein vermuteter Klartext (Crib) von 25 Buchstaben Länge vor. Grund für die Wahl dieser relativ geringen Crib-Länge war ihr Wissen, dass U‑Boot-Funksprüche häufig nur sehr kurz waren. Das Ergebnis ihrer Untersuchung war: Dies reicht aus, um Walzenlage und Stecker zu erschließen.
Frowein war in der Lage, den britischen Verhöroffizieren seine damaligen Überlegungen und Vorgehensweisen bei der Aufklärung der eigenen Maschine detailliert zu erläutern. Obwohl weder er noch einer seiner Mitarbeiter zuvor Erfahrungen in der Kryptanalyse von Schlüsselmaschinen gesammelt hatten, beispielsweise der kommerziellen Enigma, war ihnen innerhalb eines halben Jahres, zumindest in der Theorie, der Bruch der M4 gelungen. Die entwickelten Methodiken hatten verblüffende Ähnlichkeit mit den von den Briten in B.P. tatsächlich angewandten Verfahren, was aber Frowein natürlich nicht wusste. Wie er weiter ausführte, hatte er darüber hinaus erkannt, dass seine Einbruchsmethode allerdings empfindlich gestört wurde, falls es zu einem Fortschalten der linken oder mittleren Walze innerhalb des Cribs kam. Dann wären bei der Kryptanalyse Fallunterscheidungen nötig geworden, die den Arbeitsaufwand um den Faktor 26 erhöht hätten, was als praktisch untragbar hoch für einen möglichen Angreifer erachtet wurde.
Nach Vorlage der Ergebnisse kam die Seekriegsleitung zu dem Schluss, dass zwar die M3 und selbst die M4 theoretisch angreifbar seien, aber dies dann nicht mehr der Fall sei, wenn man dafür sorgte, dass die Walzenfortschaltung (der mittleren Walze) ausreichend häufig passierte. Im Dezember 1944 wurde daher befohlen, dass ab sofort nur noch Walzen mit zwei Übertragskerben, also eine der Walzen VI, VII oder VIII, als rechte Walze eingesetzt werden durfte. Durch diese Maßnahme wurde zwar die Anzahl der möglichen Walzenlagen halbiert (von 8·7·6 = 336 auf 8·7·3 = 168), was eine Schwächung der kombinatorischen Komplexität bedeutete, gleichzeitig allerdings die Maschine gegen die erkannte Schwäche gestärkt.
Die Kriegsmarine ließ die Untersuchungsergebnisse auch den anderen Wehrmachtteilen zukommen, die weiterhin nur die im Vergleich zur M4 kryptographisch schwächere Enigma I mit ihren lediglich drei Walzen und den daraus resultierenden nur 60 Walzenlagen verwendete. Laut Froweins Aussage im TICOM-Bericht zeigte sich die Heeresführung „erstaunt über die Ansicht der Marine, die auf dieser Untersuchung fußte“ (…the Army were astonished at the Navy’s view based on this investigation).

## Chronologie
Im Folgenden sind einige wichtige Zeitpunkte zur Geschichte der Enigma‑M4 aufgelistet.
| Datum         | Ereignis                                                                         |
| ------------- | -------------------------------------------------------------------------------- |
| 15. Okt. 1941 | Einführung des Schlüsselnetzes „Neptun“ für die Schlachtschiffe mit der M4       |
| November 1941 | Einführung des Adressbuchverfahren zur Verschleierung von Positionsangaben       |
| 1. Feb. 1942  | Einführung der M4 nun auch für die U‑Boote (zunächst nur Griechenwalze β)        |
| 30. Okt. 1942 | HMS Petard erbeutet zweite Ausgabe des Wetterkurzschlüssels von U 559            |
| 12. Dez. 1942 | Bletchley Park gelingt der Einbruch in Triton                                    |
| 10. März 1943 | Dritte Ausgabe des Wetterkurzschlüssels                                          |
| 1. Juli 1943  | Einführung der Griechenwalze γ                                                   |
| 5. Juni 1944  | Erbeutung von Kurzsignalheft, Kenngruppenheft, Adressbuch und einer M4 aus U 505 |

| Jahr | J | F | M | A | M | J | J | A | S | O | N | D |
| ---- | - | - | - | - | - | - | - | - | - | - | - | - |
| 1939 |   |   |   |   |   |   |   |   | o | o | o | o |
| 1940 | o | o | o | o | o | o | o | o | o | o | o | o |
| 1941 | o | o | o | o | # | # | # | # | # | o | # | # |
| 1942 | # | o | o | o | o | o | o | o | o | o | o | # |
| 1943 | # | # | o | # | # | # | # | # | # | # | # | # |
| 1944 | # | # | # | # | # | # | # | # | # | # | # | # |
| 1945 | # | # | # | # | # |   |   |   |   |   |   |   |

Legende: o Keine Entzifferung # Entzifferung gelingt
Auffällig sind die drei Lücken (o) in der Entzifferungsfähigkeit der Alliierten. Die Gründe dafür sind:
- Im Oktober 1941 wurde „Triton“ als ein eigenes Schlüsselnetz nur für die U‑Boote (zunächst noch mit der M3) gebildet.
- Im Februar 1942 wurde die M4 für die U‑Boote eingeführt, die erst zehn Monate später im Dezember überwunden werden konnte („zweite glückliche Zeit“).
- Im März 1943 gab es eine neue Ausgabe des Wetterkurzschlüssels. Ab September 1943 wurden die M4-Funksprüche in der Regel innerhalb von 24 Stunden gebrochen.

Hergestellt wurde die M4 ab 1941. Dies geschah zunächst im Hauptfertigungswerk Konski & Krüger (K&K) in Berlin. Ab 1942 wurde die Produktion auch auf weitere Standorte ausgelagert (siehe auch: Liste der Fertigungskennzeichen der Enigma). So erfolgte ein großer Teil (etwa 45 %) der Fertigung der M4 ab 1942 durch die Olympia Büromaschinenwerke AG in Erfurt. Dazu gibt es die folgenden Zahlen:
| Jahr | Anzahl K&K | Anz. Olympia |
| ---- | ---------- | ------------ |
| 1942 | 1011       | –            |
| 1942 | 1450       | –            |
| 1943 | 2238       | 300          |
| 1944 | 1500       | 2870         |
| 1945 | –          | 800          |

## Authentischer Funkspruch

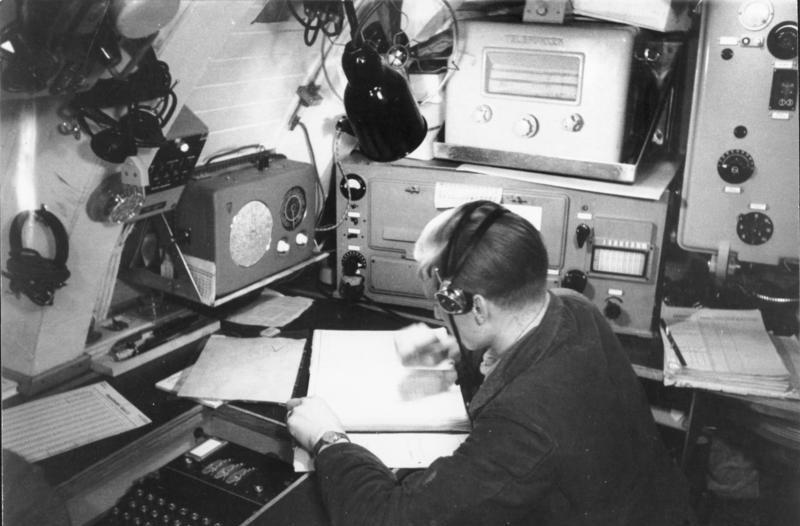
Bei diesem Foto vom März 1941, also knapp ein Jahr vor Indienststellung der M4 am 1. Februar 1942, ist noch eine M3 im zugleich als Schlüsselraum dienenden Funkschapp von U 124 zu sehen.

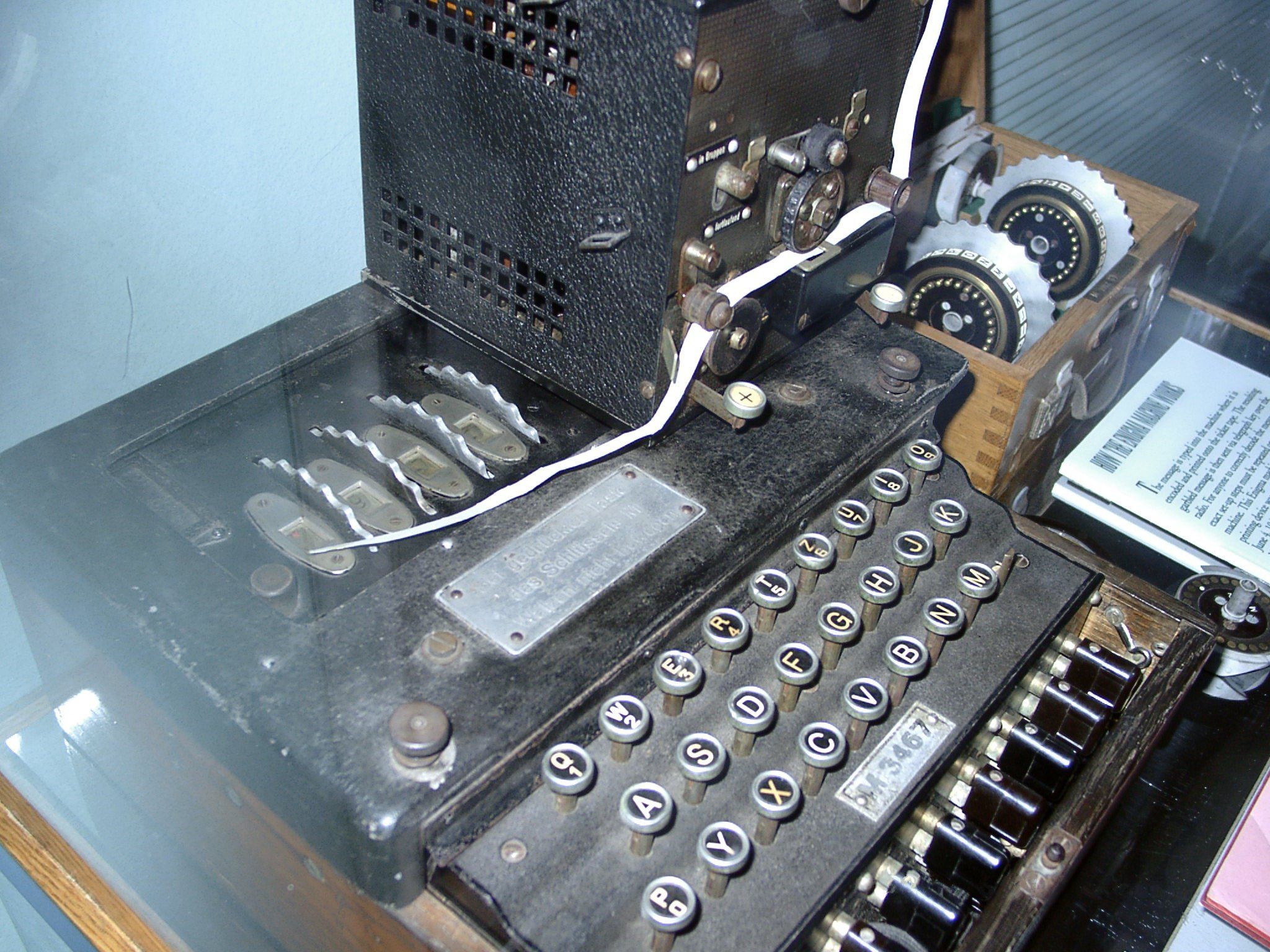
Diese aus dem deutschen U‑Boot U 505 erbeutete M4 ist mit dem „Schreibmax“ versehen, wodurch das mühsame Ablesen der Buchstabenlampen entfiel.

Als Beispiel dient eine Mitteilung von Kapitänleutnant Hartwig Looks, Kommandant des deutschen U‑Boots U 264, die am 19. November 1942, kurz vor Ende des Black-outs mit einer Enigma‑M4 verschlüsselt wurde. Vor der Verschlüsselung übertrug der Funker den Text in Enigma-Schreibweise, die er dann Buchstabe für Buchstabe mit der M4 verschlüsselte und schließlich den Geheimtext im Morsecode sendete. Da die Enigma nur Großbuchstaben verschlüsseln kann, wurden Zahlen ziffernweise ausgeschrieben, Satzzeichen durch „Y“ für Komma und „X“ für Punkt ersetzt, Eigennamen in „J“ eingeschlossen sowie wichtige Begriffe oder Buchstaben als Schutz vor Missverständnissen durch Übertragungsfehler verdoppelt oder verdreifacht. Außerdem war es bei der Marine üblich, den Text in Vierergruppen anzuordnen, während Heer und Luftwaffe Fünfergruppen benutzten. Kurze Funksprüche sowie die in der Praxis nahezu unvermeidlichen Schreib- und Übertragungsfehler erschweren dabei Entzifferungen, die sich auf statistische Analysen stützen.
Ausführlicher Klartext:
Von U 264 Hartwig Looks – Funktelegramm 1132/19 – Inhalt:
Bei einem Angriff durch Wasserbomben wurden wir unter Wasser gedrückt. Der letzte von uns erfasste Standort des Gegners war um 8:30 Uhr in Marinequadrat AJ 9863 (Lage), Kurs 220 Grad, Geschwindigkeit 8 Knoten. Wir stoßen nach. Wetterdaten: Luftdruck 1014 Millibar fallend. Wind aus Nord-Nord-Ost, Stärke 4. Sichtweite 10 Seemeilen.
Verkürzter Klartext:
```
Von Looks – FT
 
1132/19 – Inhalt:
Bei Angriff unter Wasser gedrückt, Wabos.
Letzter Gegnerstand 0830
 
Uhr
Mar.-Qu. AJ
 
9863, 220
 
Grad, 8
 
sm. Stosse nach.
14
 
mb, fällt. NNO
 
4. Sicht
 
10.
```

Transkribierter Klartext in Vierergruppen:
```
vonv onjl ooks jfff ttte inse insd reiz woyy eins
neun inha ltxx beia ngri ffun terw asse rged ruec
ktyw abos xlet zter gegn erst andn ulac htdr einu
luhr marq uant onjo tane unac htse chsd reiy zwoz
wonu lgra dyac htsm ysto ssen achx eins vier mbfa
ellt ynnn nnno oovi erys icht eins null
```

Geheimtext (mit Schreib- und Übertragungsfehlern):
```
NCZW VUSX PNYM INHZ XMQX SFWX WLKJ AHSH NMCO CCAK
UQPM KCSM HKSE INJU SBLK IOSX CKUB HMLL XCSJ USRR
DVKO HULX WCCB GVLI YXEO AHXR HKKF VDRE WEZL XOBA
FGYU JQUK GRTV UKAM EURB VEKS UHHV OYHA BCJW MAKL
FKLM YFVN RIZR VVRT KOFD ANJM OLBG FFLE OPRG TFLV
RHOW OPBE KVWM UQFM PWPA RMFH AGKX IIBG
```

Der Geheimtext konnte am 2. Februar 2006 mit den folgenden Schlüsseleinstellungen entziffert werden:
Grundstellung und Schlüssel:
```
Walzenlage: UKW Bruno-Beta-II-IV-I
Ringstellung: AAAV
Stecker: AT BL DF GJ HM NW OP QY RZ VX
Spruchschlüssel: VJNA
```

Entzifferter Text (mit Schreib- und Übertragungsfehlern, Umbrüche und Leerzeichen für Lesbarkeit):
```
von von j looks j hff ttt eins eins drei zwo yy qnns neun inhalt xx
bei angriff unter wasser gedrueckt y
wabos x letzter gegnerstand nul acht drei nul uhr mar qu anton jota neun acht seyhs drei y
zwo zwo nul grad y acht sm y
stosse nach x
ekns vier mb faellt y nnn nnn ooo vier y sicht eins null
```

Mit 232 Zeichen (Gruppenzahl 58) ist der Text ungewöhnlich lang und verwendet weder ein Kurzsignalheft noch den Wetterkurzschlüssel.
Die Wetterangaben „Luftdruck 1014 mb fallend, Wind Nord-Nord-Ost mit 4 Bft, Sicht 10 sm“ hätte ein Wetterkurzschlüssel (WKS) verkürzt zu 8 Zeichen.
```
hrbw apeh
```

statt den verwendeten 44 Zeichen
```
eins vier mbfa ellt ynnn nnno oovi erys icht eins null
```